# Теобальд I Сполетський
Теобальд I (†936), герцог Сполетський з 928. Вкрай непослідовний, навіть як на свій час, правитель, який постійно змінював союзників відповідно до політичних вітрів у центральній та південній Італії.
У 929 об'єднався з Ландульфом I Беневентським і Гваймаром II Салернським з метою нападу на візантійські Кампанію, Апулію та Калабрію. Однак, Теобальд був нездатний до спільних дій, а тому вони не здобули перемоги.
У союзі з Доцибілом II Гаетанським воював з греками.